# 溫莎 (麻薩諸塞州)
溫莎（英語：Windsor）是一個位於美國麻薩諸塞州伯克夏縣的鎮。

## 人口
根據2020年美國人口普查的數據，溫莎的面積為91.10平方千米，當中陸地面積為90.50平方千米，而水域面積為0.45平方千米。當地共有人口899人，而人口密度為每平方千米10人。